# 小行星1086
小行星1086（1086 Nata）是一颗围绕太阳公转的小行星。1927年8月25日，谢尔盖·别利亚夫斯基、尼古拉·伊萬諾夫在克里米亚发现了此天体。
該小行星以蘇聯傘兵娜塔·巴布什金娜（Nata Babushkina）命名。
这颗小行星的绝对星等为9.70等。